# Valerie Hamaty
Valerie Hamaty (Jaffa, 28 september 1999) is een Arabisch-Israëlisch zangeres en actrice. Ze eindigde op de tweede plaats van het achtste seizoen van de Israëlische Rising Star en deed in 2025 nogmaals mee aan Rising Star waarin ze opnieuw op de tweede plaats eindigde.

## Biografie

### Jongere jaren
Hamaty werd geboren in Jaffa in een Christelijk Arabisch-Orthodoxe familie. Haar vader Tony is eigenaar van een tapasbar en een pizzeria in Yafo. Haar moeder is een belastingadviseur. Hamaty ging naar het Collège des Frères de Jaffa en later naar de Municipal High School Dalet in Tel Aviv, waar ze biologie en scheikunde volgde. Op zevenjarige leeftijd voegde Hamary zich bij een orkest van de orthodoxe Christian Scout vereniging, waar ze fluit en klarinet in speelde. Op tienjarige leeftijd werd ze als danseres ingezet voor Mayumana, waar ze twee jaar voor danste.
Na haar diploma te hebben behaald, ging Hamaty studeren aan de Rimon School van Jazz in Ramat Hasjaron. Hier voltooide ze een tweejarige cursus en werd ze derde in een Shirimon competitie.

### Muzikale carrière
In de zomer van 2021 deed Hamsty mee aan het achtste seizoen van de Israëlische versie van Rising Star op Keshet 12, in Israël beter bekend als HaKokhav HaBa. Ze eindigde in deze zangcompetitie op de tweede plaats achter winnaar Tamie Greenberg. Tijdens haar deelname zong ze nummers in het Arabisch, Hebreeuws en Engels. Na de show bracht ze in oktober 2021 haar debuutsingle "Kakha Levater" samen met een muziekvideo uit. In diezelfde maand trad ze als gastartiest op bij een concert van Enrico Macias.
In mei 2022 mocht Hamaty optreden tijdens een fakkelverlichting ter ere van Jom Hazikaron op de Herzlberg. Op 10 juli 2022 bracht ze haar vierde single Albi uit. In oktober 2022 volgde met  "Ala Bali" een volgende single. Deze single wist de vierde plaats in de Media Forest hitlijsten. Als actrice dook Hamaty op als Tirza Atar in het toneelstuk Od Hozer HaNigun in het  Habimatheater. In dezelfde maand verscheen ze in de televisiespecial Tribute to Dana International ter ere van de 20ste verjaardag van Israel Gay Youth over de muzikale carrière van de Israëlische songwriter, songfestivalwinnares en transicoon Dana International, waarin ze de single Saida Sultana zong.
Vanaf 2023 was Hamaty eveneens te zien als Manar in de jeugdserie Madrasa van  Sayed Kashua, dat het verhaal vertelt over studenten en docenten op de tweetalige Joods-Arabische school in Jeruzalem. Hamaty zong daarnaast het themanummer van de serie. Vanaf hetzelfde jaar vertolkte Hamaty de rol van Yasmine Dhaud in the jeugdserie Thalatha dat werd uitgezonden op de Israëlische Nickeloden Teen Nick. Op 5 februari 2023 bracht ze de single "Laila" uit. Ruim vier maanden later volgde de single "Hayim", in augustus de single "Kmo Meshuga", een samenwerking met Osher Biton, en in september de single Ma'aruf.
Hamaty deed in 2024 mee aan het derde seizoen van de show Rokdim Im Kokhavim op Keshet, de Israëlische versie van het van origine Britse programma Strictly Come Dancing. Op 17 maart 2024 brachr Hamaty in samenwerking met zanger Ivri Lider de single Mishala uit. Hamaty bracht op 30 juni 2024 met "Shome'a" een volgende single uit. Ook was ze te zien in de serie "Tahrir" op Yes.
In november 2024 werd bekend dat Hamaty nogmaals deelneemt aan het elfde seizoen van de show Rising Star, dat als preselectie dient voor de Israëlische deelname op het Eurovisiesongfestival 2025. Ze wist door te stoten tot de finale waarin op 22 januari 2025 werd bepaald wie de Israëlische deelnemer aan het liedjesfestijn werd. Hamaty eindigde opnieuw op de tweede plaats achter Yuval Raphael en liep daarmee het ticket voor Israëlische deelname aan het eurovisiesongfestival mis.

## Discografie

### Singles
| Jaar | Titel                |
| ---- | -------------------- |
| 2021 | Shuftak              |
| 2021 | Kakha Levater        |
| 2022 | Mangina              |
| 2022 | Ana Mallet           |
| 2022 | Yeladim Shel HaHayim |
| 2022 | Halvai               |
| 2022 | Albi                 |
| 2022 | Ala Bali             |
| 2023 | Madrasa              |
| 2023 | '"Laila              |
| 2023 | Hayim                |
| 2023 | Kmo Meshuga          |
| 2023 | Ma'aruf              |
| 2024 | Mishala              |
| 2024 | Habaitak             |
| 2024 | Shome'a              |

- Virtual International Authority File: 9163271404912142466